# Wright R-1300

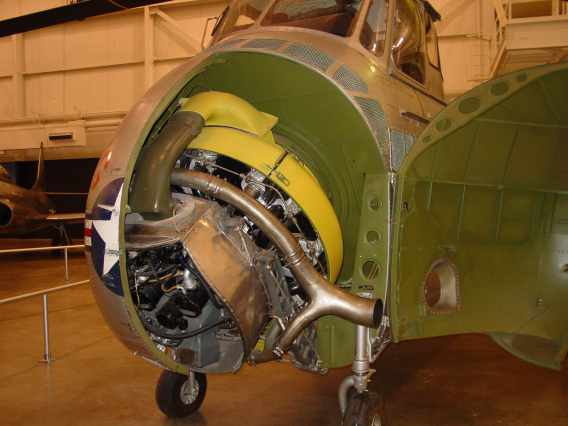
Ein R-1300-3 eingebaut in eine Sikorsky UH-19

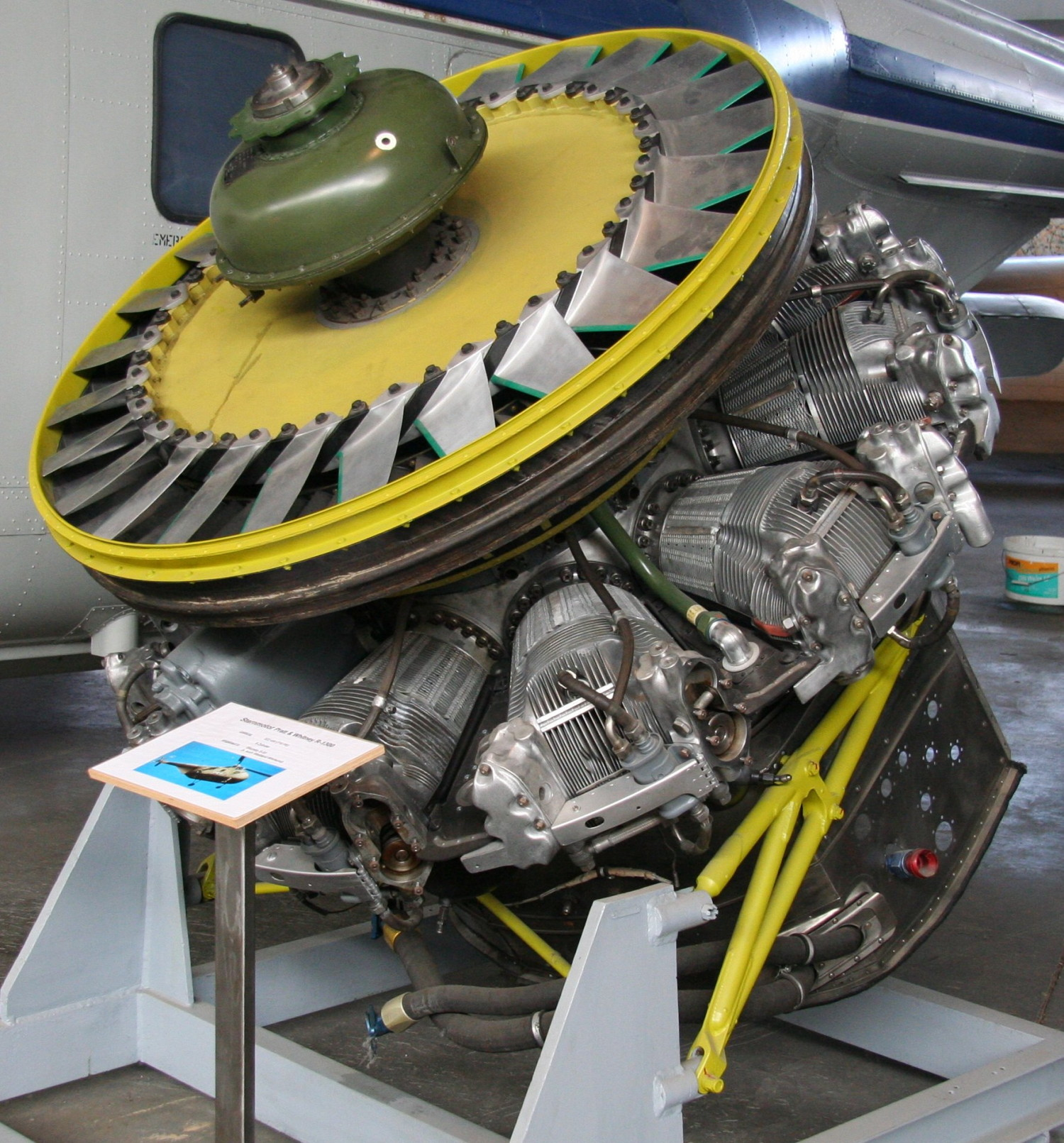
Sternmotor R-1300 im Museum für Luftfahrt und Technik in Wernigerode. Dieses Exemplar besitzt ein Gebläse zur Zwangskühlung, wie es in der Sikorsky UH-19 verwendet wurde.

Der Wright R-1300 Cyclone 7 (interne Bezeichnung: Curtiss 957) war ein luftgekühlter 7-Zylinder-Sternmotor mit Kompressor des US-amerikanischen Herstellers Curtiss-Wright.

## Geschichte
Der R-1300 ist im Wesentlichen ein aus nur einem Stern bestehender Wright R-2600. Das Triebwerk wurde in größerer Serie gefertigt, fand aber keine weite Verbreitung. Die Entwicklung begann 1942, jedoch konnte der Motor erst 1949 in der Luft erprobt werden. Gefertigt wurde er in Lizenz auch bei Kaiser-Frazer und später Lycoming.
Der Motor wurde in die North American T-28A Trojan und die Sikorsky UH-19 Chickasaw eingebaut. Darüber hinaus kam er im Landwirtschaftsflugzeug Rockwell Thrush Commander S-2R zum Einsatz, das von der Firma Ayres übernommen wurde.
Für den Einbau in Hubschraubern wurde die Ausführung R-1300-3 geschaffen, die eine auf 515 kW (700 PS) reduzierte Leistung aufwies.
Die Zylinder waren aus Stahl gefertigt und nitriert. Sie wurden mit Hilfe von aufgesetzten Aluminium-Rippen gekühlt. Die Zylinderköpfe bestanden aus geschmiedetem Aluminium, aus dem die Kühlrippen herausgefräst wurden. Die Zylinderköpfe wurden auf die Zylinder aufgeschrumpft und mit ihnen verschraubt. Jeder Zylinderkopf trug zwei Ventile, wobei das Auslassventil natriumgekühlt war. Der Ventiltrieb selbst bestand aus einer zweispurigen Nockentrommel, von der die Ventile über Rollenstößel, Stoßstangen und Kipphebel betätigt wurden. Die Kolben bestanden aus hochfestem geschmiedeten Aluminium und wurden von innen durch Spritzöl gekühlt. Der Kurbeltrieb bestand aus einem aus Stahl geschmiedeten, ungeteilten Hauptpleuel, an dem sechs Nebenpleuel mit H-Querschnitt angelenkt waren. Es wurden Gleitlager verwendet. Die Kurbelwelle war für die Pleuelmontage zweiteilig ausgeführt und dynamisch gedämpft. Für das Kurbelgehäuse wurde geschmiedeter Stahl verwendet. Der vordere Teil trug das Untersetzungsgetriebe in sich und war wie der hintere Teil mit dem Kompressor und den Nebenabtrieben aus einer Magnesiumslegierung gefertigt. Der Motor wurde durch eine Trockensumpfumlaufschmierung mit Öl versorgt. Für die Zündung sorgten Bosch SF7LU-1-Magnete.

## Technische Daten (R-1300-1)
- Zylinder: 7, luftgekühlt
- Bohrung: 155,6 mm
- Hub: 160,34 mm
- Hubraum: 21,4 l
- Verdichtung: 6,2:1
- Übersetzung des Kompressors: 7,21:1
- Untersetzung des Luftschraubenantriebes: 0,5625:1
- Startleistung: 588 kW (800 PS) bei einer Drehzahl von 2600/min in 1070 m
- Dauerleistung: 515 kW (700 PS) bei einer Drehzahl von 2400/min in 1525 m
- Vergaser: Stromberg P9DE1
- Durchmesser: 1281 mm
- Länge: 1255 mm
- Trockengewicht: 461 kg
- Oktanzahlbedarf: 91/98 ROZ